# フロイト1/2
『フロイト1/2』（フロイトにぶんのいち）は、日本の漫画家である川原泉による漫画作品。『花とゆめ』（白泉社）にて、1989年4号、および8号に掲載された。単行本は全1巻、文庫版全1巻。

## ストーリー
小学生の篠崎梨生は、小田原城址公園で象を見ていた大学生の弓彦と八木沢に出会う。その時、ジークムント・フロイトにそっくりの怪しい提灯屋さん「風呂糸屋」が現れ提灯を売るが、お金が足りない。弓彦がお金を足したおかげで提灯を買い求めることができ、提灯屋が止めるのも聞かず「ふたつで一組」の提灯を2人で分け合うことになる。それは「一組の夢」を分け合うことだったが、冬山登山の資金調達のアルバイトに明け暮れる弓彦は夢も見ずに寝ていた。やがて冬になり、弓彦と八木沢は冬山で遭難。一方の梨生も高熱から意識が朦朧となっていた。意識が朦朧となっていた弓彦は、梨生に導かれて生還することができた。
時は流れて、成長した梨生は、義理の弟の進めで都内のゲームソフト会社PANIXのアルバイトに応募。首尾よく職を得たところ、なんとPANIXの社長はあの弓彦だった。苦労を重ね、心が渇いてすっかり夢を見られなくなった弓彦は、梨生と再会した頃から再び夢を見るようになった。弓彦はそれがきっかけで梨生に辛く当たり、しかも拝金主義が行き過ぎて親友で共同経営者の八木沢と喧嘩してしまう。さらに弓彦は夢の中で梨生にそんなにお金が好きなのかと言われたために激怒し、提灯を燃やしてしまう。梨生と同時にヘッドハンティングした営業部長の滝杷氏が梨生の実の父であったと知った弓彦は、のほほんとした梨生が陰でどんな想いを内に秘めていたのかと思い至る。
自分の考え違いに気付いた弓彦は、滝杷氏と梨生の育ての叔父との仲介をし、滝杷氏と梨生はいっしょに暮らすことになる。梨生がテストプレイをやっていた新作RPGも攻略本無しで難所をクリア。次の休みには、いっしょに小田原へ提灯を買いに行こうと誓う梨生と弓彦であった。

## 登場人物
篠崎梨生（しのざき りお）
物心つく前に未婚の母を亡くし、母の妹夫婦の世話になっている。幼い頃は小田原在住だったが、叔父が事務所を都内に移したことから都内在住となる。
短大への推薦入学も決まり、甥にゲームソフトメーカー「PANIX」のアルバイトを勧められ、PANIX事務所が叔父の事務所と同じビルだったこともあり、面接を受けたところ、弓彦、八木沢と再会。アルバイトとして雇用される。
実の父はPANIXの同時に雇われた営業部長の滝杷氏。戸籍謄本を確認し庶子と認知されていたことから、実父が滝杷氏だということは知っている。実はゆで卵の殻の割り方、食べ方が滝杷氏と同じ。
何となく人を威張りたい気分にさせる（八木沢談）。真昼のロウソク、寿命の来た蛍光燈、3歩歩いてすぐ忘れるトリ頭の情けねーツラした薄ボンヤリ（弓彦談）。
瀬奈弓彦（せな ゆみひこ）
ゲームソフトメーカーPANIX社長。19歳のときに小田原で梨生と風呂糸屋に遭遇。ペアの提灯を梨生と分け合った。大学時代に父親が行方不明になった山を最後の登山と決めたるが遭難してしまい、多額の捜索費のために借金持ちになる。その後、実家の工場が取引先の不渡りによって倒産、借金はさらに増える。母親が1人で頑張って返済していたが、無理がたたって他界。このため、守銭奴と呼ばれるほどお金に執着を見せるようになった。
フロイト博士
小難しい専門用語と、怪しいダジャレで人を煙に巻く謎の提灯売り。その正体は、精神分析学・深層心理学の創始者ジークムント・フロイトの幽霊。死後に小田原提灯造りの名人から手ほどきを受け、提灯造りになっている。
ユダヤ人の幽霊なのに、日本語ペラペラ。ちなみに、風呂糸屋は人によって見えたり見えなかったりし、八木沢には見えない。
八木沢省悟（やぎさわ しょうご）
弓彦の親友で、PANIXの共同経営者。大学1年のときに小田原で弓彦と共に梨生と出会った（このとき風呂糸屋は彼には見えなかった）。守銭奴の弓彦と違い、人当たりが良い普通の善人。弓彦の守銭奴っぷりに付いて行けなくなり一時出社拒否に陥るが後に和解する。既婚。
滝杷祐一（たきえ ゆういち）
梨生の父親。元一流商社マン。出世に目がくらんで恋人（梨生の母）を捨て、重役の娘と結婚。梨生の認知及び養育費を払う以外は何もしなかった。しかし派閥争いで失脚。PANIXにヘッドハンティングされ営業部長となるが、商社を辞めたことにより妻とは離婚。
頭脳明晰仕事バリバリ口数少なくやるときゃやるさのシャープな合点だおじさん（弓彦談）。
桜井敦子
弓彦の見合い相手。銀行家の娘。

## 用語
PANIX
弓彦と八木沢が立ち上げたゲーム会社。手広いジャンルのゲームを発売していて、いずれも人気がある。
「怒るミカエル」というタイトルのRPGを開発中で、雑用で雇われた梨生が「怒るミカエル」のテスターもしている。
システム・クヴェルティ
通称シスク。ゲーム会社。
弓彦と八木沢が捜索費の借金を抱えていた大学時代に作ったパソコンゲームのソフトを5万円で買い上げ、それを自社販売して大当たりした。
買い上げ金額が不当に安かったと弓彦は以後シスクを敵視するようになり、打倒を目標とするようになる。シスクのほうもPANIXの営業担当（滝杷氏の前任者）を引き抜くなどしている。

## 単行本
花とゆめコミックス
1. 1990年2月発売 ISBN 978-4592125143

白泉社文庫
1. 1996年12月発売 ISBN 978-4592883166

花とゆめCOMICSスペシャル
- 「川原泉傑作集 ワタシの川原泉I」 2013年11月5日発売 ISBN 978-4592198901
  - 収録 美貌の果実 / 森には真理が落ちている / 空の食欲魔人 / フロイト1/2 / 夢だっていいじゃない / 月夜のドレス / COCOMじゃないし